# Bulbophyllum brevibrachiatum
Bulbophyllum brevibrachiatum é uma espécie de orquídea (família Orchidaceae) pertencente ao gênero Bulbophyllum. Foi descrita por Rudolf Schlechter e Johannes Jacobus Smith em 1912.